# Supercoupe du Liberia de football
La Supercoupe du Liberia de football est une compétition de football opposant le champion du Liberia en titre au dernier vainqueur de la coupe du Liberia.

## Palmarès
| Année               | Vainqueur                                                                     | Résultat                                                                      | Finaliste                                                                     |
| ------------------- | ----------------------------------------------------------------------------- | ----------------------------------------------------------------------------- | ----------------------------------------------------------------------------- |
| 1998                | Invincible Eleven                                                             |                                                                               |                                                                               |
| 2000                | Mighty Barrolle                                                               | -                                                                             | LPRC Oilers                                                                   |
| 2002                | LPRC Oilers                                                                   | 1-0                                                                           | Mighty Blue Angels FC (en)                                                    |
| 2004                | LISCR FC                                                                      | 1-0                                                                           | Mighty Barrolle                                                               |
| 2007                | NPA Anchors                                                                   | 1-1 5-3 tab                                                                   | Mighty Barrolle                                                               |
| 2009                | Monrovia Black Star FC (en) vainqueur (a réalisé le doublé Coupe-Championnat) | Monrovia Black Star FC (en) vainqueur (a réalisé le doublé Coupe-Championnat) | Monrovia Black Star FC (en) vainqueur (a réalisé le doublé Coupe-Championnat) |
| 2010                | Barrack Young Controllers                                                     | 1-0                                                                           | Mighty Barrolle                                                               |
| 2011                | LISCR FC                                                                      | 2-1                                                                           | Invincible Eleven                                                             |
| 2012 (joué en 2013) | LISCR FC                                                                      | 2-1                                                                           | Barrack Young Controllers (réserve)                                           |
| 2013                | Barrack Young Controllers vainqueur (a réalisé le doublé Coupe-Championnat)   | Barrack Young Controllers vainqueur (a réalisé le doublé Coupe-Championnat)   | Barrack Young Controllers vainqueur (a réalisé le doublé Coupe-Championnat)   |
| 2014                | Barrack Young Controllers                                                     | 2-1                                                                           | FC Fassell (en)                                                               |
| 2015                | Barrack Young Controllers (réserve)                                           | 1-1 5-4 tab                                                                   | Nimba United FC                                                               |
| 2016                | Monrovia Club Breweries (en)                                                  | 0-0 3-2 tab                                                                   | Barrack Young Controllers                                                     |
| 2017 (joué en 2018) | LISCR FC                                                                      | 3-0                                                                           | Srimex FC (en)                                                                |
| 2018                | Barrack Young Controllers                                                     | 2-1                                                                           | LISCR FC                                                                      |
| 2019                | LISCR FC                                                                      | 1-0                                                                           | LPRC Oilers                                                                   |
| 2020                | non disputée                                                                  | non disputée                                                                  | non disputée                                                                  |
| 2021                | LPRC Oilers                                                                   | 4-0                                                                           | Monrovia Club Breweries (en)                                                  |
| 2022                | LISCR FC                                                                      | 1-1ap 4-1 tab                                                                 | Watanga FC                                                                    |
| 2023                | LISCR FC                                                                      | 4-2                                                                           | Watanga FC                                                                    |